# Episodi di Star Trek (serie televisiva) (seconda stagione)
Questa voce contiene riassunti della seconda stagione della serie TV Star Trek. Accanto all'ordinamento secondo prima trasmissione, c'è quello di produzione ufficiale, mentre a lato dei titoli italiani sono indicati quelli originali.
La stagione fu candidata per tre Emmy Award nel 1968 (nelle categorie Outstanding Achievement in Film Editing, Outstanding Dramatic Series e Special Classification of Individual Achievements) e Leonard Nimoy fu candidato nella categoria Outstanding Performance by an Actor in a Supporting Role in a Drama. Quattro episodi (Il duello, La macchina del giudizio universale, Specchio, specchio e Animaletti pericolosi) furono candidati al Premio Hugo del 1968 quale miglior rappresentazione drammatica, che fu poi vinto dall'episodio della prima stagione Uccidere per amore.
I numeri tra le parentesi () indicano il numero originale degli episodi in base alla produzione contandoli solamente dalla seconda stagione.
| nº | nº prod. | Titolo originale            | Titolo italiano                     | Prima TV USA      | Prima TV Italia  |
| -- | -------- | --------------------------- | ----------------------------------- | ----------------- | ---------------- |
| 1  | 34 (5)   | Amok Time                   | Il duello                           | 15 settembre 1967 | 20 dicembre 1979 |
| 2  | 33 (4)   | Who Mourns for Adonais?     | Dominati da Apollo                  | 22 settembre 1967 | 5 giugno 1979    |
| 3  | 37 (8)   | The Changeling              | La sfida                            | 22 settembre 1967 | 9 ottobre 1979   |
| 4  | 39 (10)  | Mirror, Mirror              | Specchio, specchio                  | 6 ottobre 1967    | 23 ottobre 1979  |
| 5  | 38 (9)   | The Apple                   | La mela                             | 13 ottobre 1967   | 16 ottobre 1979  |
| 6  | 35 (6)   | The Doomsday Machine        | La macchina del giudizio universale | 20 ottobre 1967   | 9 marzo 1980     |
| 7  | 30 (1)   | Catspaw                     | Il gatto nero                       | 21 ottobre 1967   | 2 marzo 1980     |
| 8  | 41 (12)  | I, Mudd                     | Io, Mudd                            | 3 novembre 1967   | 4 novembre 1981  |
| 9  | 31 (2)   | Metamorphosis               | Guarigione da forza cosmica         | 10 novembre 1967  | 22 maggio 1979   |
| 10 | 44 (15)  | Journey to Babel            | Viaggio a Babel                     | 17 novembre 1967  | 27 dicembre 1979 |
| 11 | 32 (3)   | Friday's Child              | Una prigione per Kirk e Co.         | 1º dicembre 1967  | 25 maggio 1979   |
| 12 | 40 (11)  | The Deadly Years            | Gli anni della morte                | 8 dicembre 1967   | 23 ottobre 1981  |
| 13 | 47 (18)  | Obsession                   | L'ossessione                        | 15 dicembre 1967  | 6 novembre 1979  |
| 14 | 36 (7)   | Wolf in the Fold            | Fantasmi del passato                | 22 dicembre 1967  | 3 novembre 1981  |
| 15 | 42 (13)  | The Trouble with Tribbles   | Animaletti pericolosi               | 29 dicembre 1967  | 17 novembre 1981 |
| 16 | 46 (17)  | The Gamesters of Triskelion | La posta in gioco                   | 5 gennaio 1968    | 12 febbraio 1980 |
| 17 | 49 (20)  | A Piece of the Action       | Chicago anni 20                     | 12 gennaio 1968   | 13 novembre 1979 |
| 18 | 48 (19)  | The Immunity Syndrome       | La galassia in pericolo             | 19 gennaio 1968   | 6 marzo 1980     |
| 19 | 45 (16)  | A Private Little War        | Guerra privata                      | 2 febbraio 1968   | 30 ottobre 1979  |
| 20 | 51 (22)  | Return to Tomorrow          | Ritorno al domani                   | 9 febbraio 1968   | 27 gennaio 1980  |
| 21 | 50 (21)  | By Any Other Name           | Con qualsiasi nome                  | 23 febbraio 1968  | 24 gennaio 1980  |
| 22 | 52 (23)  | Patterns of Force           | Gli schemi della forza              | 16 febbraio 1968  | 19 novembre 1981 |
| 23 | 54 (25)  | The Omega Glory             | Le parole sacre                     | 1º marzo 1968     | 31 gennaio 1980  |
| 24 | 53 (24)  | The Ultimate Computer       | Il computer che uccide              | 8 marzo 1968      | 16 marzo 1980    |
| 25 | 43 (14)  | Bread and Circuses          | Nell'arena con i gladiatori         | 15 marzo 1968     | 20 novembre 1979 |
| 26 | 55 (26)  | Assignment: Earth           | Missione Terra                      | 23 marzo 1968     | 23 marzo 1980    |

## Il duello
- Titolo originale: Amok Time
- Diretto da: Gerald Perry Finnerman
- Scritto da: Theodore Sturgeon

### Trama
Spock, dopo essersi comportato illogicamente e nervosamente per diversi giorni, pretende improvvisamente una licenza per far ritorno al pianeta natale, Vulcano. Kirk, nonostante l'Enterprise sia attesa ad Altair VI per rappresentare la Federazione, acconsente a recarsi su Vulcano quando Spock lo mette al corrente di stare attraversando il pon farr, un irresistibile istinto a ritornare su Vulcano e accoppiarsi. Sul pianeta, Spock, accompagnato da Kirk e McCoy, attende la sua sposa T'Pring, la quale, alla presenza di T'Pau, invoca il suo diritto a esigere un combattimento tra il compagno previsto e uno di sua scelta, scegliendo invece che Stonn, suo amante, Kirk. Nel corso del combattimento, iniziato con la lirpa e proseguito con l'ahn woon, Spock infine strangola Kirk; credendolo morto, Spock rinuncia a T'Pring, chiedendole perché avesse scelto Kirk: lei risponde che, in questo modo, lei sarebbe potuta rimanere col suo amante in qualunque caso, perché se anche Spock avesse vinto e l'avesse accettata come sposa, sarebbe poi ripartito con l'Enterprise. Una volta tornato a bordo della nave, Spock scopre tuttavia che la morte di Kirk era soltanto apparente, causata da un farmaco somministratogli dal dottor McCoy.
- Altri interpreti: Celia Lovsky (T'Pau), Arlene Martel (T'Pring), Lawrence Montaigne (Stonn), Majel Barrett (Christine Chapel)
- Questo episodio è stato candidato al Premio Hugo del 1968 quale miglior rappresentazione drammatica.[1]

## Dominati da Apollo
- Titolo originale: Who Mourns for Adonais?
- Diretto da: Marc Daniels
- Scritto da: Gilbert Ralston

### Trama
Orbitando attorno a Pollux IV, l'Enterprise viene bloccata da una gigantesca mano di energia controllata da Apollo, ultimo sopravvissuto di una razza di alieni che venne sulla Terra secoli addietro, creando la mitologia greca. Questi gli offre una vita sul suo pianeta, chiedendo all'equipaggio di adorarlo come un dio.
- Altri interpreti: Michael Forest (Apollo), Leslie Parrish (Carolyn Palamas), John Winston (Kyle)

## La sfida
- Titolo originale: The Changeling
- Diretto da: Marc Daniels
- Scritto da: John Meredyth Lucas

### Trama
L'Enterprise trova Nomad, una sonda spaziale intelligente dotata di enorme potenza. Una volta portata a bordo, si scopre che la sua origine è terrestre, ma che dopo l'incontro con una sonda aliena la programmazione è stata modificata; l'unico a poterla in parte controllare è Kirk, che è stato scambiato da Nomad per il suo creatore.
- Altri interpreti: Majel Barrett (Christine Chapel)
- Questo episodio divenne l'ispirazione per il soggetto del primo film di Star Trek.

## Specchio, specchio
- Titolo originale: Mirror, Mirror
- Diretto da: Marc Daniels
- Scritto da: Jerome Bixby

### Trama
Durante una missione diplomatica, un guasto del teletrasporto materializza Kirk, McCoy, Scott e Uhura in un universo parallelo (l'Universo dello specchio) in cui l'equipaggio dell'Enterprise si comporta in modo malvagio e violento. Mentre i quattro tentano di ricreare le condizioni del guasto per ritornare indietro, Kirk deve fronteggiare diverse minacce alla sua vita (tra cui un ammutinamento di Chekov e i dubbi di Spock sulla sua identità) a causa del suo rifiuto di perpetrare un massacro.
- Altri interpreti: BarBara Luna (Marlena Moreau), Vic Perrin (Tharn), John Winston (tenente Kyle), Garth Pillsbury (Wilson), Pete Kellett (assistente di Kirk)
- L'episodio è stato candidato al Premio Hugo quale  miglior rappresentazione drammatica.[1]

## La mela
- Titolo originale: The Apple
- Diretto da: Joseph Pevney
- Scritto da: Max Ehrlich (soggetto), Max Ehrlich e Gene L. Coon (sceneggiatura)

### Trama
Esplorando un pianeta, Kirk e i suoi uomini trovano un popolo pacifico governato da Vaal, un computer che li mantiene in uno stato stabilmente primitivo. Vaal si rende conto che la presenza di Kirk potrebbe compromettere questo equilibrio e cerca quindi di farlo uccidere, ma l'inesperienza dei suoi "sudditi" fa fallire il piano, mentre Kirk e Spock cercano di distruggere Vaal con le armi dell'Enterprise, per liberare gli abitanti del pianeta dalla loro "schiavitù".
- Altri interpreti: Keith Andes (Akuta), Celeste Yarnall (Martha Landon), David Soul (Makora), Jay Jones (guardiamarina Mallory), Jerry Daniels (Marple), John Winston (tenente Kyle), Mal Friedman (Hendorff), Shari Nims (Sayana)

## La macchina del giudizio universale
- Titolo originale: The Doomsday Machine
- Diretto da: Marc Daniels
- Scritto da: Norman Spinrad

### Trama
Seguendo una chiamata di soccorso, l'Enterprise scopre che quasi tutti i pianeti di un sistema stellare sono stati distrutti, e che sulla semidistrutta Constellation, nave gemella dell'Enterprise, è rimasto solo il commodoro Decker. La causa della distruzione è un'enorme macchina che si alimenta distruggendo interi pianeti; mentre Kirk e Scott sono ancora sulla Constellation, Decker prende il comando dell'Enterprise, ordinando di dirigere verso la macchina e di attaccarla, nonostante paia una missione suicida.
- Altri interpreti: William Windom (commodoro Decker), Elizabeth Rogers (tenente Palmer)
- Nell'episodio il personaggio Uhura è assente a causa di un concerto che l'attrice Nichelle Nichols doveva tenere nel giorno delle riprese.[2] Viene sostituita come ufficiale addetta alle comunicazioni dal tenente Palmer (Elisabeth Rogers).[2] L'attrice ritornerà a sostituire Nichelle Nichols anche nell'episodio della terza stagione Viaggio verso Eden.
- L'episodio è stato candidato al Premio Hugo quale miglior rappresentazione drammatica.[1]

## Il gatto nero

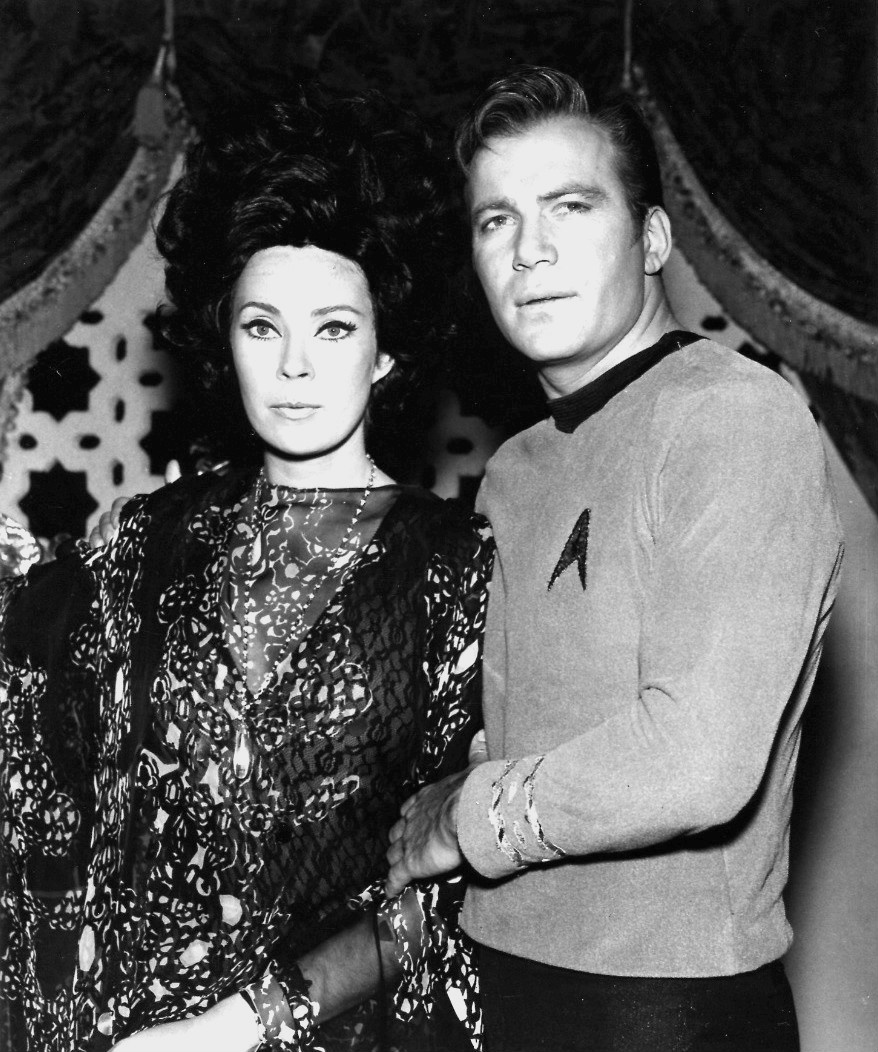
Antoinette Bower e William Shatner in una foto promozionale dell'episodio.

- Titolo originale: Catspaw
- Diretto da: Joseph Pevney
- Scritto da: Robert Bloch

### Trama
Scesi in esplorazione, Scott e Sulu tardano a dare notizie, mentre Jackson, sceso con loro, torna a bordo morto. Il capitano Kirk, Spock e McCoy, sbarcati per indagare, prima hanno la visione di alcune streghe e poi trovano un castello in cui due alieni, provenienti da un'altra galassia, hanno preso il controllo di Scott e Sulu e imprigionano gli altri.
- Altri interpreti: Antoinette Bower (Sylvia), Theo Marcuse (Korob), Michael Barrier (tenente DeSalle)

## Io, Mudd
- Titolo originale: I, Mudd
- Diretto da: Marc Daniels
- Scritto da: Stephen Kandel

### Trama
Fuggito di prigione e atterrato su un pianeta di androidi, Harry Mudd li usa per dirottare l'Enterprise e fuggire dai robot, che lo tengono prigioniero per servirlo. Questi tuttavia decidono d'impossessarsene per costringere l'umanità a essere servita da loro, eliminando le guerre e i conflitti.
- Altri interpreti: Roger C. Carmel (Harry Mudd), Richard Tatro (Norman), Alyce Andrece (Alice 1-250), Rhae Andrece (Alice 251-500), Kay Elliot (Stella Mudd), Mike Howden (tenente Rowe), Michael Zaslow (Jordan)

## Guarigione da forza cosmica
- Titolo originale: Metamorphosis
- Diretto da: Ralph Senensky
- Scritto da: Gene L. Coon

### Trama
Trasportando nella Galileo un'ambasciatrice federale che necessita di particolari cure mediche, Kirk, Spock e McCoy sono costretti ad atterrare su un planetoide. Qui trovano Zefram Cochrane, ritenuto morto da oltre 150 anni, il quale è tenuto in vita da uno strano essere di energia col quale sembra aver sviluppato un rapporto di amore.
- Altri interpreti: Glenn Corbett (Zefram Cochrane), Elinor Donahue (Nancy Hedford)

## Viaggio a Babel

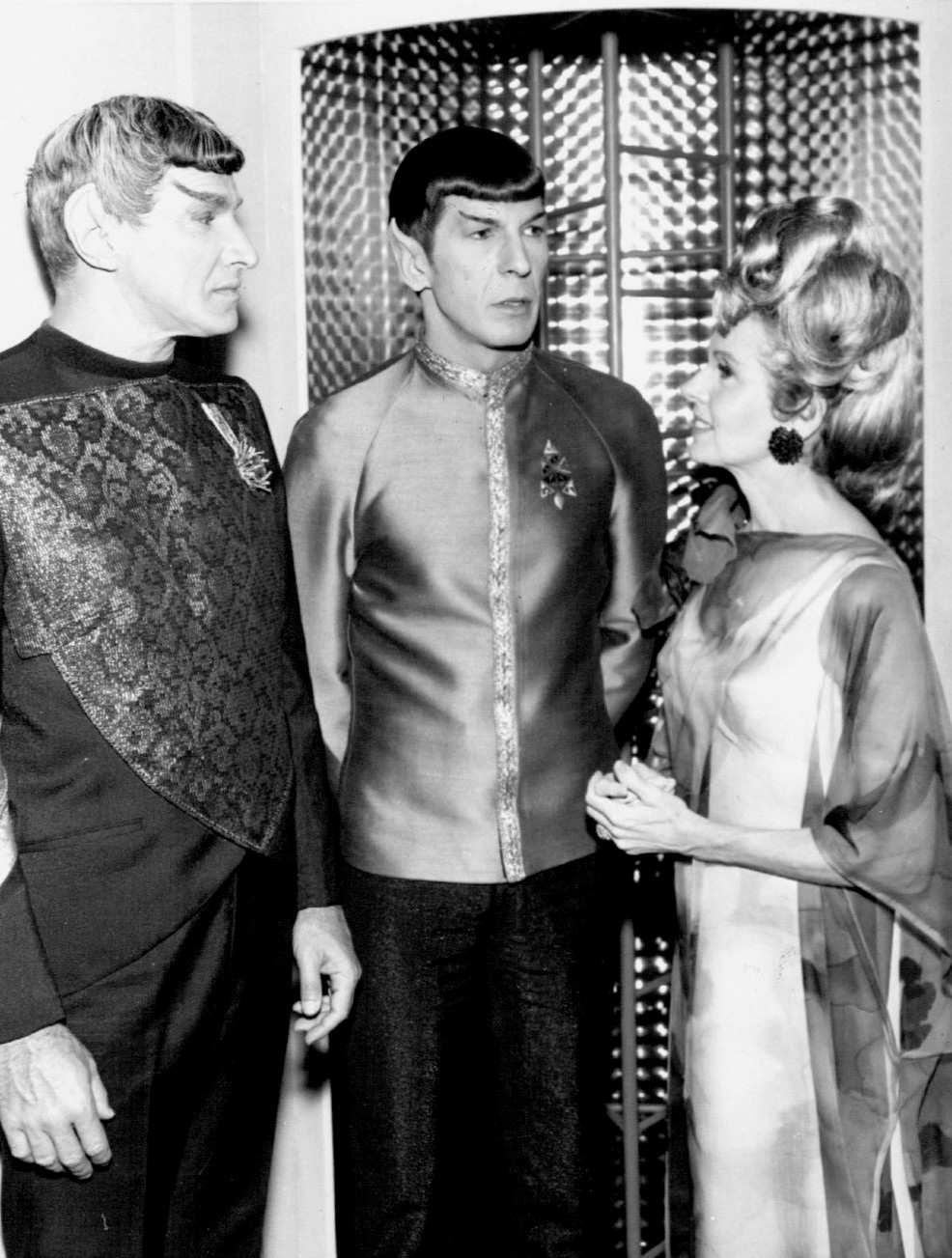
Una foto promozionale dell'episodio ritraente Spock (al centro) insieme ai genitori Sarek e Amanda.

- Titolo originale: Journey to Babel
- Diretto da: Joseph Pevney
- Scritto da: D.C. Fontana

### Trama
L'Enterprise sta trasportando 114 delegati della Federazione su Babel per un congresso, tra i quali vi è il padre di Spock, Sarek, in viaggio con la moglie Amanda. A bordo viene ucciso l'ambasciatore tellarite Gav e Sarek, che tuttavia è molto ammalato, è il principale indiziato del delitto. Mentre Spock si deve sottoporre a una procedura pericolosa per fornire a suo padre il sangue necessario per un'operazione, l'Enterprise viene attaccata da una nave non identificata.
- Altri interpreti: Jane Wyatt (Amanda Grayson), Mark Lenard (Sarek), William O'Connell (Thelev), Majel Barrett (Christine Chapel), John Wheeler (Gav), James X. Mitchell (Josephs), Reggie Nalder (Shras)

## Una prigione per Kirk e Co.
- Titolo originale: Friday's Child
- Diretto da: Joseph Pevney

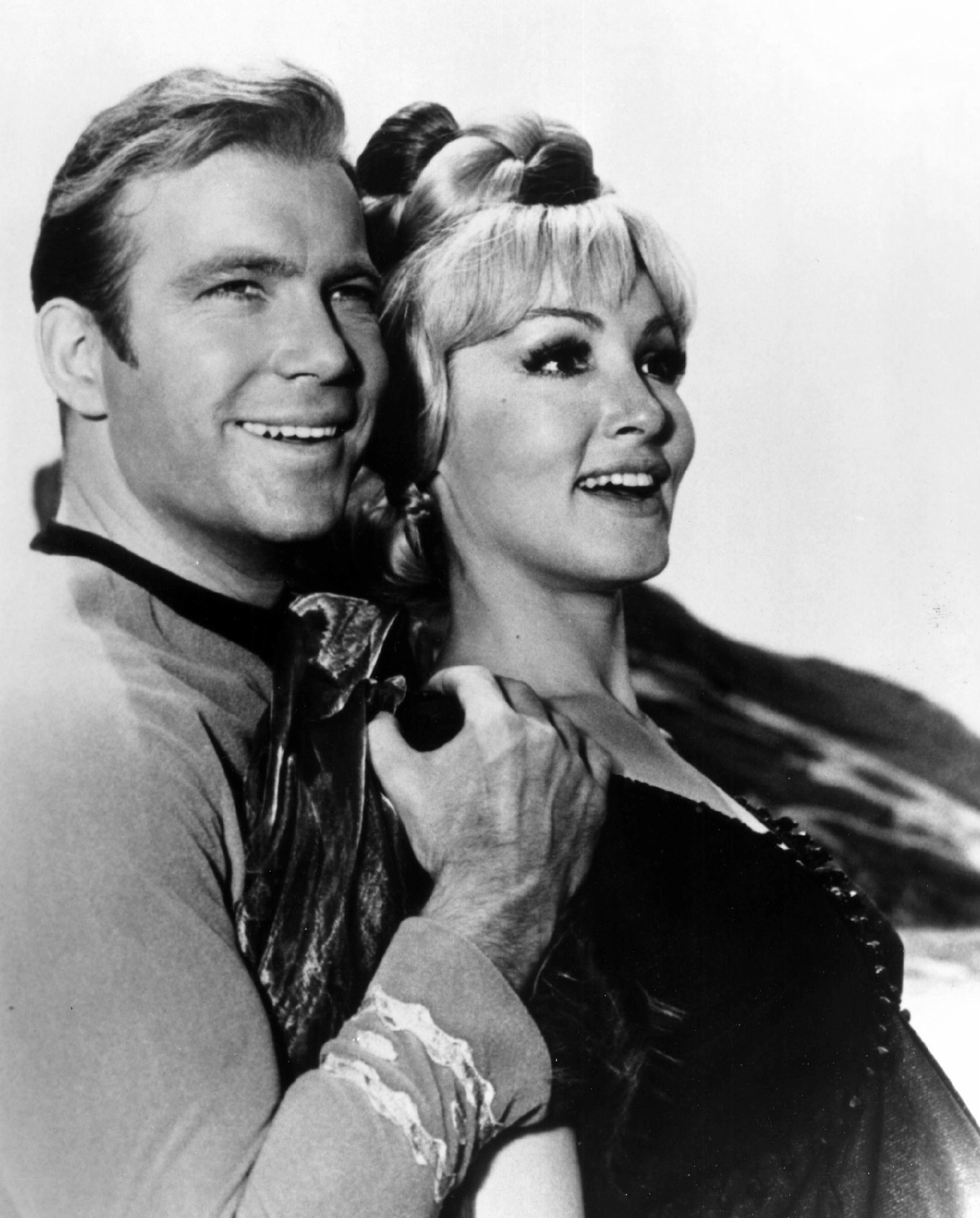
William Shatner e Julie Newmar in una foto promozionale dell'episodio.

- Scritto da: Dorothy Catherine Fontana

### Trama
Su un pianeta conteso tra loro e la Federazione, i Klingon, durante una missione diplomatica di Kirk, Spock e McCoy, fomentano una rivolta incoraggiando Kras, un loro simpatizzante, a dichiararsi il nuovo capo tribù. Eleen, vedova del capo destituito Akaar, aspetta un bambino, ma, secondo le usanze, dovrebbe essere uccisa; Kirk e gli altri, per salvarle la vita, la rapiscono contro la sua volontà.
- Altri interpreti: Julie Newmar (Eleen), Tige Andrews (Kras), Michael Dante (Maab), Cal Bolder (Keel), Ben Gage (Akaar), Kirk Raymone (Duur), Robert Bralver (Grant)

## Gli anni della morte
- Titolo originale: The Deadly Years
- Diretto da: Joseph Pevney
- Scritto da: David P. Harmon

### Trama
Durante una visita di routine a una colonia, la squadra di sbarco scopre che gli unici sopravvissuti dei giovani componenti della spedizione sono due persone incredibilmente vecchie. Una volta risaliti a bordo, tutti coloro che erano scesi (tra cui Kirk e Spock), tranne Chekov, cominciano a invecchiare a un ritmo accelerato. Nel frattempo il commodoro Stocker, ansioso di raggiungere una base stellare, al rifiuto di Kirk di lasciare l'orbita del pianeta decide di prendere il comando motivandolo con l'incapacità del capitano di svolgere i suoi compiti ed entra nella Zona Neutrale Romulana, dove la nave viene attaccata.
- Altri interpreti: Charles Drake (commodoro Stocker), Sarah Marshall (Janet Wallace), Majel Barrett (Christine Chapel), Felix Locher (signor Johnson), Carolyn Nelson (Atkins), Laura Wood (signora Johnson), Beverly Washburn (Arlene Galway)

## L'ossessione
- Titolo originale: Obsession
- Diretto da: Ralph Senensky
- Scritto da: Art Wallace

### Trama
Durante l'esplorazione di un pianeta, alcuni componenti dell'equipaggio vengono uccisi da una nuvola gassosa, che ricorda a Kirk un avvenimento analogo patito dall'equipaggio della USS Farragut, che ne è stato decimato. Quando la nuvola lascia il pianeta, Kirk, ossessionato per la morte dei suoi compagni, decide d'inseguirla.
- Altri interpreti: Stephen Brooks (guardiamarina Garrovick), Jerry Ayres (Rizzo), Majel Barrett (Christine Chapel)

## Fantasmi del passato
- Titolo originale: Wolf in the Fold
- Diretto da: Joseph Pevney
- Scritto da: Robert Bloch

### Trama
Durante una licenza con Kirk e McCoy, Scott viene accusato dell'uccisione di una donna; durante le indagini avvengono altri omicidi, sempre alla presenza di Scott. Indagando, Kirk scopre che gli omicidi presentano similitudini con quelli avvenuti su diversi pianeti in epoche passate, tra cui quelli compiuti da Jack lo Squartatore.
- Altri interpreti: John Fiedler (Hengist), Charles Macauley (Jaris), Pilar Seurat (Sybo), Charles Dierkop (Morla), Joseph Bernard (Tark)

## Animaletti pericolosi
- Titolo originale: The Trouble with Tribbles
- Diretto da: Joseph Pevney
- Scritto da: David Gerrold

### Trama
L'Enterprise risponde alla chiamata di emergenza della stazione K-7, che ha una grande scorta di un particolare tipo di grano da seminare su un pianeta conteso tra la Federazione e i Klingon, che si teme possano tentare di danneggiarlo. Sulla stazione, Uhura viene in possesso di un tribolo, un animaletto che, riproducendosi in fretta, ben presto arriva a infestare l'Enterprise. Sulla stazione scoppia inoltre una rissa tra alcuni marinai federali e dei Klingon.
- Altri interpreti: William Schallert (Nilz Baris), William Campbell (Koloth), Stanley Adams (Cyrano Jones), Whit Bissell (Lurry)
- L'episodio è stato candidato al Premio Hugo quale miglior rappresentazione drammatica.[1]
- L'episodio ispirò i titoli dei videogiochi Tribble Trouble e Tribble Trubble negli anni '80.
- Alcune scene tratte da questo episodio sono state usate nel sesto episodio della quinta stagione di Star Trek: Deep Space Nine, dal titolo Animaletti pericolosi,[3] in occasione del trentesimo anniversario di Star Trek; grazie alla CGI non solo i protagonisti di Deep Space Nine sono stati inseriti nelle scene, ma hanno anche potuto interagire con i personaggi della serie classica.

## La posta in gioco
- Titolo originale: The Gamesters of Triskelion
- Diretto da: Gene Nelson
- Scritto da: Margaret Armen

### Trama
Durante un teletrasporto, Kirk, Uhura e Chekov vengono prelevati e portati su Triskelion, un pianeta dove, schiavizzate, molte creature della galassia vengono utilizzate come gladiatori in una serie di combattimenti per il divertimento dei Protettori, i padroni del pianeta.
- Altri interpreti: Joseph Ruskin (Galt), Angelique Pettyjohn (Shahna), Steve Sandor (Lars), Jane Ross (Tamoon), Victoria George (guardiamarina Jana Haines), Mickey Morton (Kloog)

## Chicago anni 20
- Titolo originale: A Piece of the Action
- Diretto da: James Komack
- Scritto da: David P. Harmon e Gene L. Coon (soggetto), David P. Harmon (sceneggiatura)

### Trama
L'equipaggio dell'Enterprise approda sul pianeta Sigma Iotia II, già contattato un secolo prima dall'astronave Horizon, e scopre che a causa dell'interazione tra i membri della precedente spedizione e gli abitanti del pianeta, si è creata una società ispirandosi al clima violento della Chicago degli anni Venti del XX Secolo. Kirk e Spock rimangono così coinvolti nella lotta per il predominio tra due gangster locali.
- Altri interpreti: Anthony Caruso (Bela), Vic Tayback (Krako), Lee Delano (Kalo), Dyanne Thorne (prima ragazza)

## La galassia in pericolo
- Titolo originale: The Immunity Syndrome
- Diretto da: Joseph Pevney
- Scritto da: Robert Sabaroff

### Trama
Mentre l'Enterprise sta puntando verso la base stellare 6 per un periodo di riposo, arriva la comunicazione che la Intrepid, una nave con equipaggio interamente vulcaniano, è stata distrutta. Indagando, Kirk trova nello spazio una gigantesca creatura simile a una cellula che è responsabile della distruzione del sistema Gamma 7A, e che assorbe l'energia della nave preparandosi a scindersi, minacciando quindi di distruzione l'intera galassia.
- Altri interpreti: John Winston (tenente Kyle), Majel Barrett (Christine Chapel)

## Guerra privata
- Titolo originale: A Private Little War
- Diretto da: Marc Daniels
- Scritto da: Don Ingalls (soggetto), Gene Roddenberry (sceneggiatura)

### Trama
Tornando su un pianeta su cui era stato tredici anni prima, Kirk scopre che i Klingon, per impadronirsi di esso, stanno fornendo delle rudimentali armi da fuoco a una delle tribù del pianeta. Sebbene il suo vecchio amico Tyree, di un'altra tribù, non sia convinto, Kirk è deciso a fornire anche a loro delle armi più moderne per creare un equilibrio di potere.
- Altri interpreti: Nancy Kovack (Nona), Michael Witney (Tyree), Ned Romero (Krell), Majel Barrett (Christine Chapel), Booker Bradshaw (dottor M'Benga)

## Ritorno al domani
- Titolo originale: Return To Tomorrow
- Diretto da: Ralph Senensky
- Scritto da: John Kingsbridge

### Trama
Rispondendo a un SOS proveniente da un pianeta ritenuto morto, Kirk, McCoy e la dottoressa Ann Mulhall vengono trasportati sottoterra, dove tre alieni, che vivono in alcune sfere, chiedono "in prestito" i loro corpi per costruire degli androidi nei quali trasferirsi definitivamente. Durante lo scambio, uno degli alieni tuttavia non è disposto a dare indietro il corpo di Spock, arrivando ad uccidere il suo simile che si trova nel corpo di Kirk.
- Altri interpreti: Diana Muldaur (Ann Mulhall/Thalassa), Cindy Lou (infermiera), Majel Barrett (Christine Chapel)

## Gli schemi della forza

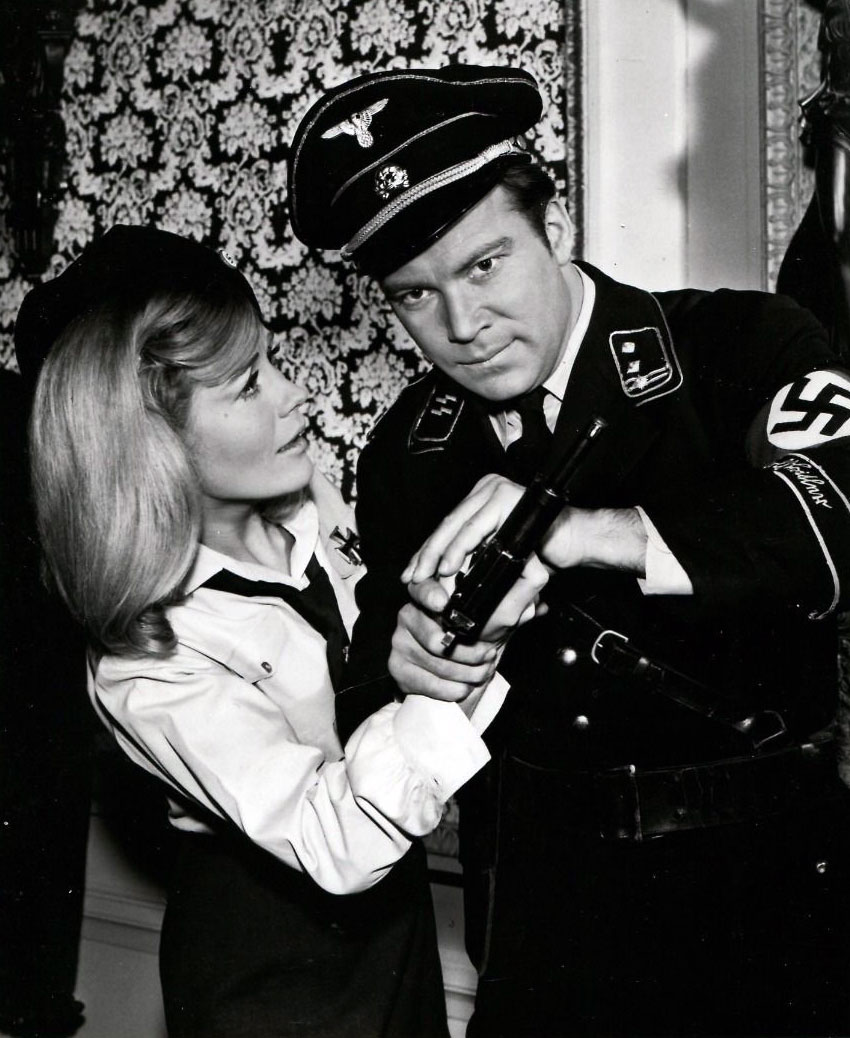
Una foto promozionale dell'episodio.

- Titolo originale: Patterns of Force
- Diretto da: Vincent McEveety
- Scritto da: John Meredyth Lucas

### Trama
In cerca di John Gill, uno storico scomparso da diversi anni, Kirk e Spock scoprono che egli ha violato la Prima Direttiva, creando una società identica a quella della Germania nazista, in cui si prepara un attacco a un'altra specie presente sul pianeta.
- Altri interpreti: Richard Evans (Isak), Valora Noland (Daras), Skip Homeier (Melakon), David Brian (John Gill)

## Con qualsiasi nome
- Titolo originale: By Any Other Name
- Diretto da: Marc Daniels
- Scritto da: Jerome Bixby (soggetto), D.C. Fontana e Jerome Bixby (sceneggiatura)

### Trama
Rispondendo a una chiamata di soccorso, l'Enterprise viene catturata dai Kelvani, alieni provenienti dalla galassia di Andromeda per valutare la possibilità di nuove conquiste, che, a causa della perdita della loro nave, vogliono usare l'Enterprise per tornare a casa.
- Guest star: Warren Stevens (Rojan), Barbara Bouchet (Kelinda)
- Altri interpreti: Majel Barrett (Christine Chapel), Stewart Moss (Hanar)
- Il titolo dell'episodio è preso dal Romeo e Giulietta di William Shakespeare (What's in a name? That which we call a rose / By any other name would smell as sweet).

## Le parole sacre
- Titolo originale: The Omega Glory
- Diretto da: Vincent McEveety
- Scritto da: Gene Roddenberry

### Trama
L'Enterprise scopre attorno a Omega IV la Exeter, il cui equipaggio è ridotto in cristalli a causa di un virus. Ormai contagiati, Kirk, Spock e McCoy scendono sul pianeta per cercare una soluzione, e qui trovano il capitano della Exeter che, in violazione alla Prima Direttiva, ha utilizzato i phaser per aiutare una delle due tribù indigene, motivando le sue azioni con la possibilità di trovarvi un possibile farmaco per ottenere l'eterna giovinezza.
- Altri interpreti: Morgan Woodward (capitano Tracey), Roy Jenson (Cloud William)

## Il computer che uccide
- Titolo originale: The Ultimate Computer
- Diretto da: John Meredyth Lucas
- Scritto da: Laurence N. Wolfe (soggetto), D.C. Fontana (sceneggiatura)

### Trama
L'Enterprise viene scelta per testare l'M5, un nuovo tipo di computer capace di rimpiazzare gran parte dell'equipaggio di una nave. Il computer tuttavia esclude completamente i pochi uomini rimasti a bordo, e durante un'esercitazione attacca con tutte le armi le navi "nemiche", arrivando a distruggerne una, mentre le altre si preparano ad attaccare realmente l'Enterprise.
- Altri interpreti: William Marshall (Richard Daystrom), Sean Morgan (Harper), Barry Russo (Wesley)

## Nell'arena con i gladiatori
- Titolo originale: Bread and Circuses
- Diretto da: Ralph Senensky
- Scritto da: Gene Roddenberry e Gene L. Coon

### Trama
Cercando notizie sull'astronave Beagle, scomparsa diversi anni prima, l'Enterprise s'imbatte in una civiltà dal livello tecnologico paragonabile a quella terrestre del XX secolo, ma con una struttura sociale identica a quella dell'antica Roma imperiale. Scesi per indagare, Kirk, Spock e McCoy vengono catturati e, prima di essere costretti a combattere in diretta televisiva come gladiatori, scoprono che il capitano della nave scomparsa è diventato il Primo Cittadino dell'Impero, e che intende far combattere anche gli altri marinai dell'Enterprise.
- Altri interpreti: William Smithers (Merik), Logan Ramsey (Claudius), Ian Wolfe (Septimus), William Bramley (poliziotto), Rhodes Reason (Flavius)

## Missione Terra
- Titolo originale: Assignment: Earth
- Diretto da: Marc Daniels
- Scritto da: Gene Roddenberry e Art Wallace (soggetto e sceneggiatura)

### Trama
Tornata sulla Terra del 1968 per studi storici, l'Enterprise intercetta un teletrasporto proveniente da un lontano pianeta che trasporta Gary Seven, all'apparenza Umano, che sostiene di dover compiere un'importante missione per il futuro della Terra. Kirk, dubbioso, ordina di farlo restare sulla nave, ma Seven evade e scende a terra, compiendo quella che sembra essere un'azione di sabotaggio nei confronti di un razzo nucleare statunitense.
- Guest star: Robert Lansing (Gary Seven)
- Altri interpreti: Teri Garr (Roberta Lincoln)
- L'episodio doveva servire come backdoor pilot per una nuova serie incentrata sul personaggio di Gary Seven dal titolo omonimo: Assignment: Earth, ma il progetto non ebbe seguito.[senza fonte]